# 柏原芳恵 ベスト・コレクション
『柏原芳恵 ベスト・コレクション』（かしわばらよしえ ベスト・コレクション）は、1986年12月5日に発売された柏原芳恵のベスト・アルバム。発売元はフィリップス・レコード。
12枚目のシングル「春なのに」から26枚目のシングル「女ともだち」までのA面曲を中心に、全16曲を収録したベスト・セレクション。A面曲から12曲、B面曲から3曲、アルバム曲からは1曲が選曲されている。
CDとカセットテープの企画ベストアルバムとなっている。

## 収録曲

### CD
1. 春なのに
作詞・作曲：中島みゆき　編曲：服部克久・J.サレックス
  - 12枚目のシングルA面曲。
2. ちょっとなら媚薬
作詞：阿木耀子　作曲：宇崎竜童　編曲：萩田光雄
  - 13枚目のシングルA面曲。
3. 夏模様
作詞：微美杏里　作曲：松尾一彦　編曲：萩田光雄
  - 14枚目のシングルA面曲。
4. カム・フラージュ
作詞・作曲：中島みゆき　編曲：萩田光雄
  - 16枚目のシングルA面曲。
5. ト・レ・モ・ロ
作詞：松本隆　作曲：筒美京平　編曲：船山基紀
  - 17枚目のシングルA面曲。
6. 最愛
作詞・作曲：中島みゆき　編曲：倉田信雄
  - 19枚目のシングルA面曲。
7. ロンリー・カナリア
作詞・作曲：中島みゆき　編曲：梅垣達志
  - 20枚目のシングルA面曲。
8. 待ちくたびれてヨコハマ
作詞：荒木とよひさ　作曲：三木たかし　編曲：若草恵
  - 21枚目のシングルA面曲。
9. 二十才のスーブニール
作詞：なかにし礼　作曲：井上大輔　編曲：新川博
  - 13枚目のアルバム『二十才のスーブニール』の表題曲。
10. ハリウッド・ロマンス
作詞・作曲: 高見沢俊彦　編曲: 船山基紀
  - シングル「し・の・び・愛」のB面曲。
11. し・の・び・愛
作詞・作曲: 高見沢俊彦　編曲: 船山基紀
  - 23枚目のシングルA面曲。
12. 二杯目からのはじまり
作詞・作曲：五輪真弓　編曲：萩田光雄
  - シングル「春ごころ」のB面曲。
13. 春ごころ
作詞・作曲: 五輪真弓　編曲: 萩田光雄
  - 24枚目のシングルA面曲。
14. イチヂクは木の下で
作詞：川村真澄　作曲：筒美京平　編曲：船山基紀
  - シングル「女ともだち」のB面曲。
15. 女ともだち
作詞：川村真澄　作曲：筒美京平　編曲：船山基紀
  - 26枚目のシングルA面曲。
16. 花嫁になる朝
作詞：茜まさお　作曲：平尾昌晃　編曲：竜崎孝路
  - 25枚目のシングルA面曲。